# فرودگاه استوپایپ ولز
فرودگاه استوپایپ ولز (به انگلیسی: Stovepipe Wells Airport) یک فرودگاه است که یک باند فرود آسفالت دارد و طول باند آن ۹۹۴ متر است. این فرودگاه در کشور ایالات متحده آمریکا قرار دارد .